# الینگسهاوزن
الینگسهاوزن (به آلمانی: Ellingshausen) یک شهر در آلمان است که در اشمالکالدن-ماینینگن واقع شده‌است. الینگسهاوزن ۲۷۱ نفر جمعیت دارد.